# エラクボ平
エラクボ平（エラクボだいら）は、長野県下水内郡栄村堺に存在する苗場山系の南西麓に広がる緩斜面地である。

## 地理・自然
エラクボ平は、長野県と新潟県の県境にある苗場山の頂上の南西方向およそ5km地点を中心とした標高1000～1500mの麓に広がる凹凸状の緩斜面地である。
周囲を急斜面地に囲まれており、特に東方の大岩山頂上から南北に伸びる鉾岩や月夜立岩(つきよたついわ)などの稜線下の崖地、ならびに、西方を南北に流れる中津川を挟んだ鳥甲山南東斜面の布岩周辺の崖地は特に急峻である。このような急斜面地に囲まれながらもエラクボ平が緩斜面地となっているのは、本地形が大規模な崩壊あるいは地すべりによって形成されたからであると見られ、深さ最大30m程の凹地や高さ最大40m程の凸地が数多く点在していることからもこの土地が大きく乱されたことを示唆しており、エラクボ平の周辺に存在する苗場山湿原(北東約4km)、小松原湿原(北北東約10km)及びカヤの平(西約10km)などといった火山性高原の緩斜面地とは地形の成り立ちや形状が大きく異なる。
こうした特異な地すべり地形と、苗場山や鳥甲山の溶岩からなる圧倒的な柱状節理の岩壁や風穴および中津川による河岸段丘などの地形が大地の躍動を感じさせるジオサイトであるとして、2014年12月、日本ジオパークネットワークによって周辺を含む地区(栄村および津南町)が日本ジオパーク(苗場山麓ジオパーク)に指定された。

## 観光・景勝地
- 上ノ原の風穴　冷たい風が吹き出る隙間のある岩壁をエラクボ平火山岩という。エラクボ平火山岩は、今からおよそ500万年前の新第三紀後期、西田尻層と呼ばれる海底火山の活動期に、隆起して浅い海や陸上になったところで噴出したものである。吹き出す空気の温度は、夏場でも10℃程度[4]。国道405号線沿いの上ノ原集落への登り口手前にある。
- 大岩山　エラクボ平を形成した大規模崩落による標高差約400mの崖地を擁する標高1947mの山。秋山郷からはエラクボ平越しにダイナミックな崖地を観察することができる[5][注釈 1]。
- 鉾岩
- 月夜立岩(つきよたついわ)　奇岩、石柱による景観が中華人民共和国の桂林を思わせる。秋には紅葉の黄色、赤色が織りなす様が特に美しい。中津川林道の入口から途中檜俣川林道に入り檜俣川入口(檜俣川下降点)まで徒歩で約1時間20分[6]。

## 交通
国道405号線がエラクボ平北西緩斜面の一部を通過しており、エラクボ平中心部は、国道から分岐する数本の林道や登山道によって周辺地域と結ばれている。
公共交通機関は、津南方面から路線バスとデマンド交通を利用して切明まで毎日3便(復路4便)が運行している(津南から1時間20分。デマンドバスは利用日前日の17時までに予約025-766-2949)。
なお、国道405号線はエラクボ平付近乃至群馬県の野反ダム付近が未整備であるため、群馬県側(野反湖方面)の国道405号線からの車でのアクセスはできない。
- 大岩歩道　国道405号線から分岐しエラクボ平の北端を迂回するように大岩山へと向かう登山道。歩道入口にて入山届を提出すること。
- 中津川林道　国道405号線の整備区間(終点)から切明方面(舗装道)との分岐点(津南ゲート)を起点とする未舗装道。エラクボ平の西側から南西側縁部を通過する。
- 檜俣川林道　中津川林道から分かれる林道で佐武流山登山道につながる(水瀬尾根コース)[8]。